# Tale
Tale was de naam van de Zuid-Afrikaanse eenmansband van Rob Granville. 

## Band
Tale bewoog zich tussen 1991 en 1998 binnen de progressieve rock annex neoprog. Ze maakte muziek die een mengeling liet horen van Pink Floyd (jaren zeventig) en Supertramp. Ze werd destijds (met name in Nederland) gezien als een beloftevolle band binnen het genre, maar na twee albums werd op muziek gebied niets meer van Granville en/of Tale vernomen. 

## Albums

### Riverman, volume 1
Dit debuutalbum werd in 1994 in eigen beheer uitgebracht via platenlabel Voyage Records en nog een keer heruitgegeven. Nadat het album was uitgebracht werd uitgekeken naar Riverman, volume 2, maar dat is nooit verschenen. Riverman gaat over de imaginaire Charlie Green, die een odyssee onderneemt om zijn “ware ik” te vinden. Opnamen vonden plaats van 1991 tot en met 1993 in diverse studio’s in Zuid-Afrika. 
Musici: 
- Rob Granville – zang, gitaar, toetsinstrumenten
- Dave Sharp – toetsinstrumenten, basgitaar
- Andrew Thomas – drumstel, percussie
- Calvin Reed Orchestra and Choir

Muziek:
1. My darker side (2:11); 2: Information I (3:31); 3: Information II (2:29); 4: Margaret’s child (3:53); 5: Rapidly sinking (4:57); 6: My great big machine (6:07); 7: A clearer day (4:01); 8: More (7:28); 9: Riverman (4:40); 10: Waterfall (5:38) 

### Elysium fields
De wereld van de progressieve rock keek reikhalzend uit naar Riverman, volume 2, maar die is nooit uitgegeven. In plaats daarvan volgde Elysium fields, ook uitgegeven in eigen beheer maar dan onder de bandnaam Tale Music Group. Thema van het album is een terminale patiënt die “de overstap” maakt naar de Elysese velden. Opnamen vonden in december 1996 en januari 1997 plaats in de Downtown Studios in Johannesburg.  Elysium fields was het laatste teken van leven van Tale.
Musici:
- Robert Granville – zang, gitaar
- Michael Stodart: toetsinstrumenten
- Denis Lalouette – basgitaar
- Andrew Thomas, Kevin Kruger – drumstel, percussie
- Barry van Zyl – saxofoon
- Kelvin Reid Orchestra en Melody Bracy Choir

Muziek: 1: Rape of the catacombe (part 1) (3:00); 2: Rape of the catacombe (part 2) (4:49); 3: The holy man (3:31); 4: Escape (3:18); 5: Spirit train (4:03); 6: Baron House (4:27); 7: The lost concerto (1:43); 8: Memorial hall (4:07); 9: Rustle and run (0:44); 10: Beëlzebub (4:11) ; 11: The card game (7:11); 12: Life of Ryelly (4:06); 13: Rose garden (3:42); 14: Elysium fields (5:38)